# Albert Pürsten
Albert F.L. Pürsten (ur. 20 lutego 1923 w Meuselwitz, zm. 19 lipca 1980 w Minden) – niemiecki polityk, samorządowiec i nauczyciel, wieloletni poseł do landtagu Nadrenii Północnej-Westfalii, od 1979 do 1980 poseł do Parlamentu Europejskiego.

## Życiorys
W 1941 zdał egzamin maturalny. Następnie służył w Luftwaffe, podczas II wojny światowej dostał się do niewoli. Od 1947 do 1949 uczył się w Wyższej Szkole Pedagogicznej w Wuppertalu, następnie przez rok był pracownikiem społecznym. Zdał egzamin nauczycielski, w latach 1950–1975 uczył w gimnazjum i szkole średniej w Espelkamp.
W 1952 zaangażował się w działalność polityczną w ramach Unii Chrześcijańsko-Demokratycznej. Działał w młodzieżówce Junge Union, był m.in. jej przewodniczącym w powiecie Lübbecke (1953–1958) i wiceprzewodniczącym w Westfalii-Lippe (1958–1962). W strukturach CDU doszedł do fotela szefa partii w regionie Ostwestfalen-Lippe oraz lidera grupy roboczej ds. protestanckich, od 1968 zasiadał zaś we władzach ugrupowania w landzie. W latach 1958–1980 pozostawał członkiem landtagu Nadrenii Północnej-Westfalii, od 1966 do 1980 był wiceszefem partyjnej frakcji. W 1979 został wybrany posłem do Parlamentu Europejskiego. Przystąpił do Europejskiej Partii Ludowej. Należał do Komisji ds. Polityki Regionalnej i Planowania Regionalnego, zaś od kwietnia 1980 do śmierci przewodniczył Delegacji do Wspólnej Komisji Parlamentarnej EWG-Grecja.
Odznaczono go Wielkim Krzyżem Zasługi (1969) oraz Wielkim Krzyżem Zasługi z Gwiazdą (1980) Orderu Zasługi Republiki Federalnej Niemiec. Jego imieniem nazwano stadion piłkarski w Espelkamp.